# Inō Jakusui

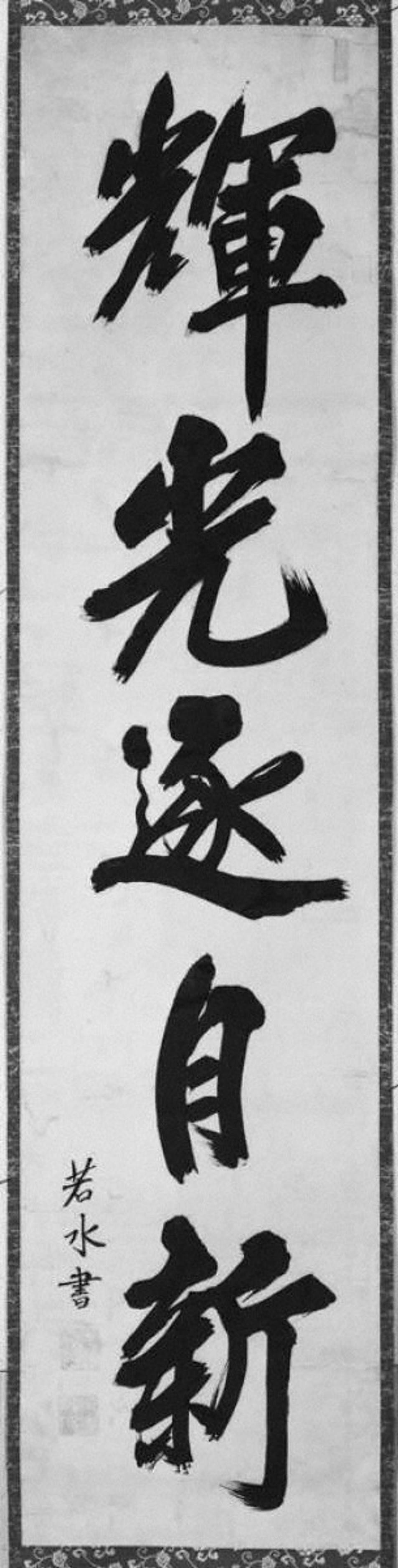
Kalligraphie

Inō Jakusui  (japanisch 稲生 若水; geboren 28. August 1655 in Edo (Provinz Musashi); gestorben 4. August 1715 in Kyōto) war ein früher japanischer Naturwissenschaftler.

## Leben und Wirken
Inō Jakusui wurde in Edo geboren, zog dann aber nach Osaka. Er studierte Konfuzianismus bei Itō Jinsai (1627–1705) und übernahm die Arztpraxis seines Vaters Inō Kōken (稲生 恒軒1610–1680), Er studierte Kräutermedizin bei Fukuyama Tokujun und sagte: „Medikamente werden zwar hier hergestellt, aber ich bin der Einzige, der  mehr als 1.200 verschiedene Dinge in chinesischen Büchern über alle Zeitalter hinweg untersucht hat.“
Im Jahr 1693 versorgte Maeda Tsunanori (1643–1724), der Daimyō und Herr der wohlhabenden Kaga-Domäne (加賀藩), Inō als Gelehrter des Konfuzius mit einem einkommen von 200 Koku. Er konnte sich nun 20 Jahre dem Schreiben widmen und schrieb an dem Werk „Shobutsu ruisan“ (庶物類纂) – etwa „Umfassende Naturkunde“. Das Werk basiert auf der chinesischen Kräuterkunde, wurde aber um naturwissenschaftliche Inhalte erweitert. Er vollendete 362 Bände, starb dann aber 1715 in Kyōto an einer Krankheit. Maeda Tsunanori lobte Inōs Leistungen und widmete dieses Werk dem 8. Shogun Tokugawa Yoshimune (1684–1751), der das Lernen förderte.
Darüber hinaus gibt es 53 Bände von „Kōsei Hōnzo Kōomoku“ (校正本草綱目), das als das zuverlässigste japanische Beschreibung für Heilkräuter gilt, sowie „Hōsha Zenshō“ (炮炙全書) und „Bussan Mokuroku“ (物産目録), in denen die Auswahl von Medikamenten thematisiert wird. 1690 hatte er Vorwort zum Buch seines Vaters „Keisisō“ (螽斯草) – etwa „Anleitung für Frauen bei der Geburt“, veröffentlicht.
Matsuoka Joan (1669–1747), Niwa Shōhaku (丹羽 正伯; 1691–1756) und Noro Genjō (1694–1761) und waren Schüler von Inō. Niwa erweiterte das „Shobutsu ruisan“ auf 1.000 Bände.